# Andreas Sunder
Andreas Sunder (* 5. August 1973 in Rheda-Wiedenbrück) ist ein deutscher Politiker (FWG). Seit Oktober 2012 ist er Bürgermeister der ostwestfälischen Stadt Rietberg.

## Leben
Andreas Sunder wurde in Rheda-Wiedenbrück geboren und wuchs in Rietberg auf. Nach dem Schulabschluss (Mittlere Reife) begann Sunder eine Ausbildung als Polizist im mittleren Dienst an der Polizeischule in Stukenbrock. Nach dem Abschluss seiner dreijährigen Lehrzeit wurde Sunder für drei Jahre in Köln eingesetzt, kehrte im Jahr 1996 jedoch, fortan bei der Polizeibehörde in Gütersloh tätig, nach Rietberg zurück.
Im Jahr 2000 begann Sunder ein Studium des gehobenen Polizeidienstes an der Fachhochschule für öffentliche Verwaltung in Bielefeld, das er als Diplomverwaltungswirt abschloss. Nachdem Sunder ab 2002 an der Polizeibehörde in Lippstadt tätig gewesen war, wurde er im Jahr 2004 Lehrer an der Polizeischule Stukenbrock.
Im Mai 2011 wurde Sunder auf dem Weg zur Arbeit bei einem Verkehrsunfall in Kaunitz lebensgefährlich verletzt.
Sunder ist verheiratet und Vater von zwei Töchtern und zwei Söhnen.

## Politik
In den Jahren 2004 und 2009 wurde Andreas Sunder für die Freie Wählergemeinschaft in den Rietberger Stadtrat gewählt. Von 2009 bis zu seiner Wahl zum Bürgermeister 2012 war er Ortsvorsteher im Stadtteil Bokel.
Nachdem der Rietberger Bürgermeister André Kuper im Zuge der Landtagswahl 2012 als direkt gewählter Abgeordneter in den Landtag einzog, kandidierte Andreas Sunder als unabhängiger, jedoch von FWG, SPD und Grünen unterstützter Anwärter für das vakante Amt. Am 28. Oktober 2012 wurde Sunder mit 70,3 Prozent der Stimmen zum neuen Bürgermeister gewählt. Er ist damit der erste Bürgermeister der Stadt Rietberg in der Nachkriegszeit, der nicht aus den Reihen der CDU stammt.